# Auguste Hilarion Touret
Hilarion Auguste Touret (Sarreguemines, 1797 - Le Pirée, 28 août 1857) était un officier philhellène français qui a participé à la guerre d'indépendance grecque et est ensuite resté en Grèce en tant qu'officier.

## Biographie
Il est né à Sarreguemines, en Lorraine, en 1797 dans la famille du policier Hilarion Touret. Il a servi dans l'armée française jusqu'en 1825, date à laquelle il a suivi d'autres philhellènes français en Grèce, et a participé à de nombreuses batailles.
Après son arrivée en Grèce avec le grade de major, il est nommé membre de l'état-major du premier régiment régulier de l'armée grecque sous Charles Fabvier:36 comme officier de cavalerie . Il a participé à la bataille d'Analatos et à la tentative avortée de reprendre Chios en 1827. Après la restauration de l'État grec, Touret a décidé de rester en Grèce, où il a servi comme commandant d'Athènes et a travaillé à la formation et à l'organisation de l'armée grecque. Il était également le chef de la brigade des pompiers qui a été établie sous le règne d'Othon Ier.
Sur ses fonds personnels, Touret a financé la construction de ce que l’on appelle l’Arche de Touret, portant les noms des Philhellènes, qui se trouve dans la seule église catholique de Nauplie.
Il a contribué à l'historiographie de la Révolution en dressant une liste détaillée des Philhellènes qui ont participé à la Révolution. L'historien britannique moderne William de Saint Clair, dans son travail sur les Philhellènes, utilise des listes compilées par Touret (dans cette œuvre, il le désigne sous le nom de Thouret). La liste des philhellènes de Touret a ensuite été complétée par le philhellène suisse Henri Fornèsy.
Vers 1855, il fut envoyé en France pour y être soigné. Mais Touret voulait retourner en Grèce. De retour à Athènes à l'âge de 60 ans, il mourut sur le paquebot qui le transportait, le 28 août 1857, en entrant dans le port du Pirée.
Touret avait reçu la médaille de la Lutte, de l’Ordre du Sauveur, la médaille de la Légion d'honneur française, et celle de l’Ordre de Saint-Ferdinand d'Espagne.
Il était marié en Grèce et n'avait pas d'enfants.

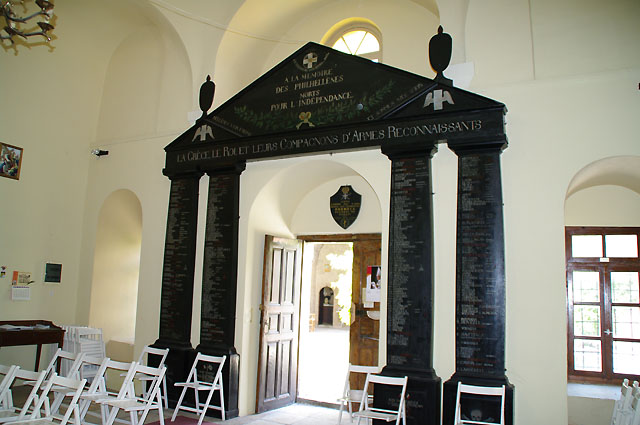
L'"Arche de Touret" dans l'église catholique de la Transfiguration du Sauveur à Nauplie avec les noms des Philhellènes gravés.

## Voir également
- Le catalogue manuscrit est conservé aujourd'hui aux Archives générales de l'État grec.